# インウッド-207丁目駅
インウッド-207丁目駅（インウッド-207ちょうめえき、英: Inwood–207th Street）は、ニューヨーク市地下鉄IND8番街線の北側の終着駅である。インウッド・ヒル・パーク近くのマンハッタン近郊の207丁目とブロードウェイの交差点に位置し、A系統が終日停車する。

## 歴史
この駅は1932年9月10日に「ワシントンハイツ-207丁目駅」としてチェンバーズ・ストリート駅およびハドソン・ターミナル駅を南端駅とするIND8番街線の北端駅として開業した。

## 駅構造
| G          | 地上階                                     | 出入口                                                                                        |
| M          | 改札階                                     | 改札口、駅員室、メトロカード自動販売機 (ブロードウェイ-207丁目交差点の南西角にエレベータあり) |
| P ホーム階 | 4番線                                      | ファー・ロッカウェイ駅、レファーツ・ブールバード駅行き（ダイクマン・ストリート駅）→           |
| P ホーム階 | 島式ホーム、到着番線に応じた側の扉が開く。 |                                                                                               |
| P ホーム階 | 3番線                                      | ファー・ロッカウェイ駅、レファーツ・ブールバード駅行き（ダイクマン・ストリート駅）→           |

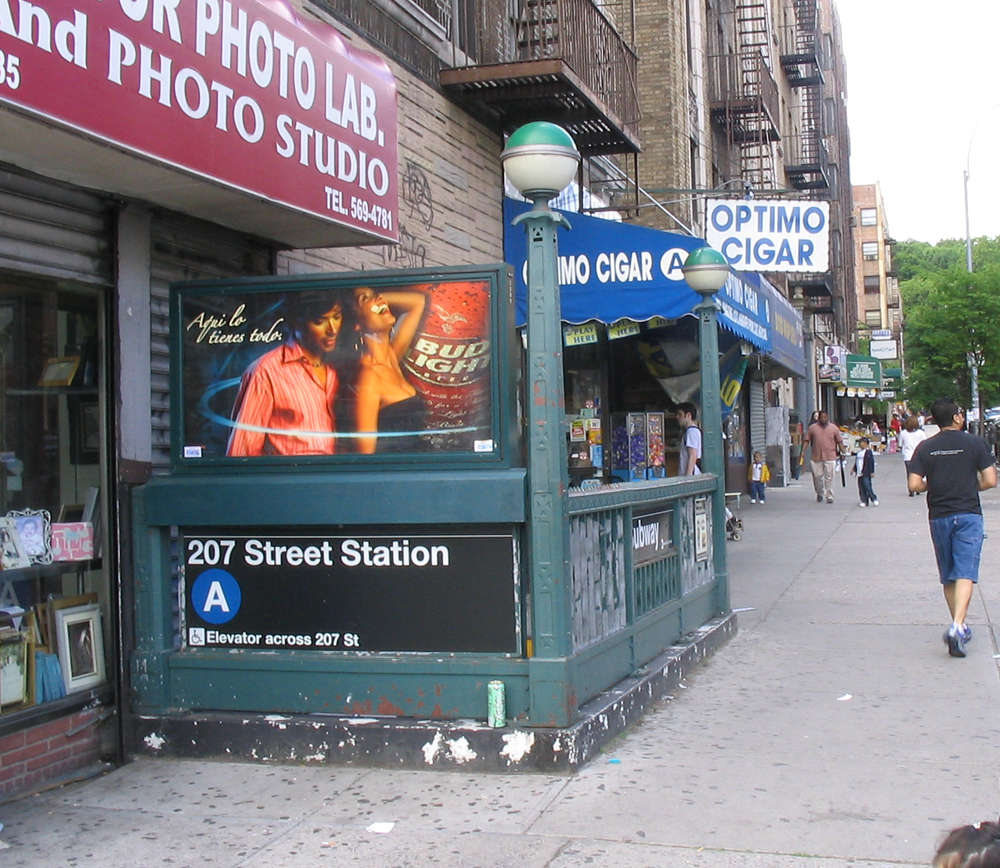
駅構内への階段

駅にはA3番線とA4番線と呼称される線路の間に島式ホームがあり、線路は駅の北側の車止めで終わる。駅の南側にはシーサスクロッシングがありここで上下線の列車を振り分け、そのまま南へ進むと207丁目車両基地への線路が分岐する。そしてそこからまた南へ進むと次のダイクマン・ストリート駅へ到着する。この駅はバリアフリー化のためエレベーターの設置を行う改装をした。中二階と通りを結ぶエレベーターのシャフトには「At the Start...At Long Last」と名付けられたアートワークが描かれている。駅は南端にある運転指令所により管理されており、駅南のシーサスクロッシング部分は207丁目車両基地のCTCにより制御されている。

### 出口
- 当駅の主要な出口はブロードウェイと207丁目の交差点にある出口で、エレベーターは北西に、北東・南西・南東へは階段が伸びている[5]。
- もう一つの出口は駅北側にあり、ブロードウェイとアイシャム・ストリートの交差点北西とブロードウェイとアイシャム・ストリート、西211丁目との交差点北東に階段が伸びている[5]。